# Caeciliusinae
Sous-famille
Tribus de rang inférieur
- Bassocaeciliini
- Caeciliusini
- Coryphacini
- Epicaeciliini
- Kodamaiini
- Maoripsocini

Les Caeciliusinae forment une sous-famille d'insectes de l'ordre des psocoptères et de la famille des Caeciliusidae.